# اوگی، پاکستان
اوگی (به انگلیسی: Oghi) یک شهرک در پاکستان است که در ناحیه مانسهره واقع شده‌است.